# 刀豆蛋白A
刀豆蛋白A（英語：Concanavalin A，缩写ConA，又叫刀豆球蛋白A、伴刀豆球蛋白、刀豆素、刀豆凝集素等）是一种凝集素（糖类结合蛋白），最初从白刀豆中提取。它是荚果凝集素家族中的一员。